# Griechisch-orthodoxe St.-Katharina-Kirche (Mariupol)

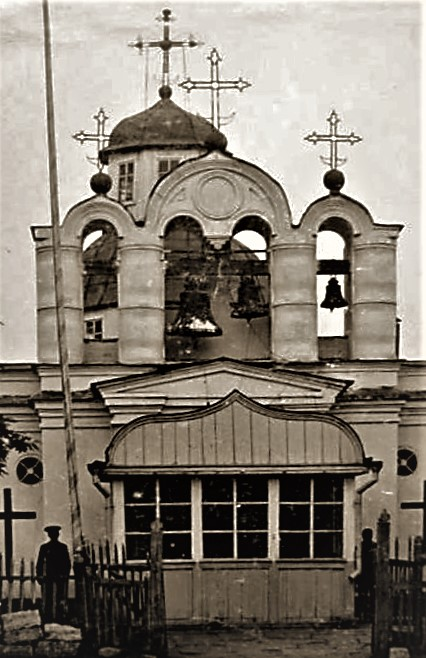
Vorderansicht

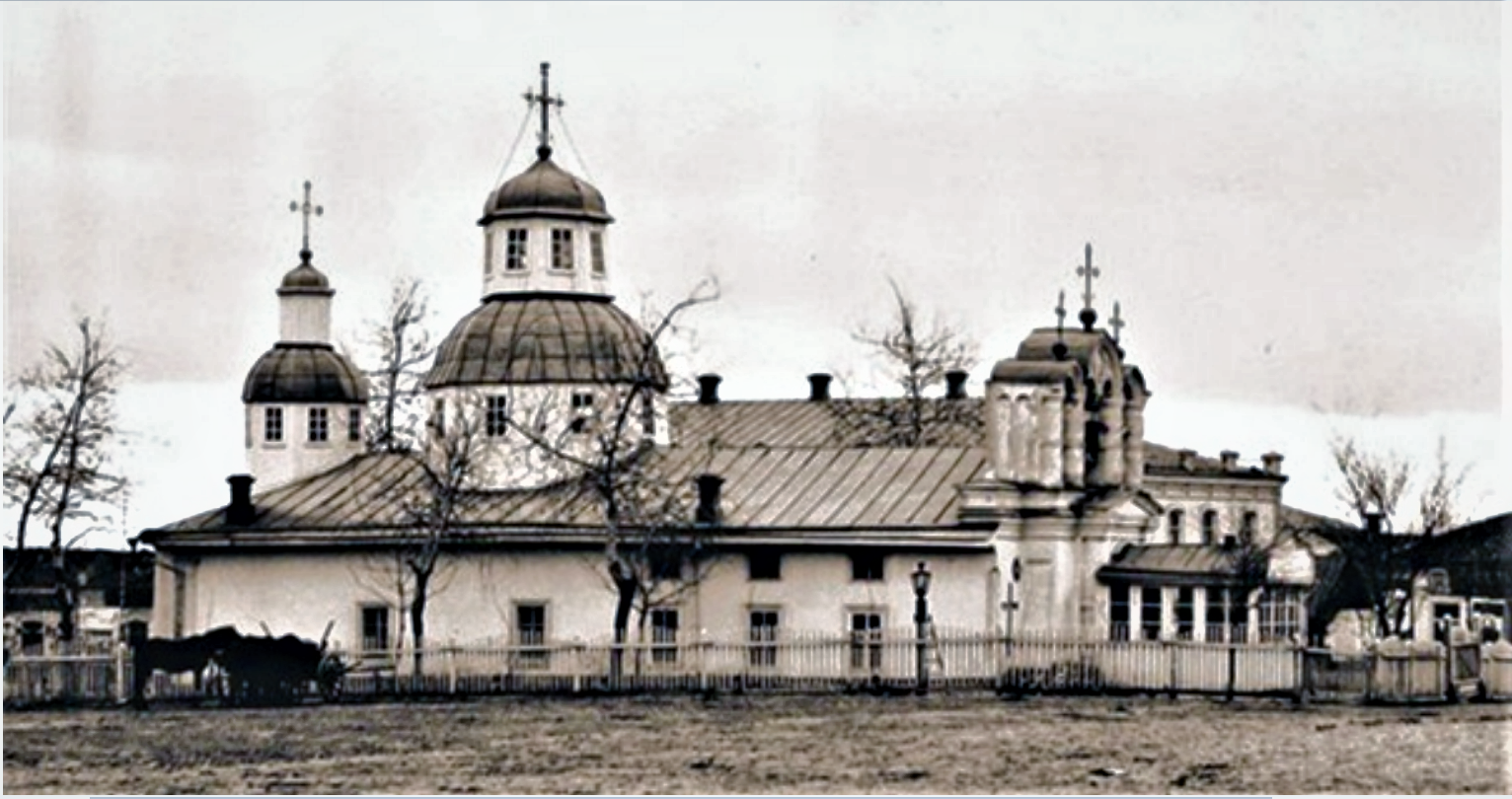
Seitenansicht

Die St.-Katharina-Kirche (Zerkow Jekateriny Alexandrijskoi russisch Церковь Екатерины Александрийской, wiss. Transliteration Cerkov' Ekateriny Aleksandrijskoj, auch Греческая церковь - Gretscheskaja zerkow, bzw. ukrainisch Катерининська церква, Грецька церква) in der ukrainischen Stadt Mariupol wurde 1780–1782 als Kathedrale des Heiligen Charalambos erbaut, später umgewidmet und in den 1930er Jahren zerstört.

## Geschichte
Mit der Ankunft des Metropoliten Ignatius, der von der Krim kam, siedelten sich zahlreiche Griechen am Kalmius an und gründeten so die Stadt Mariupol, die in den 1780er Jahren mehrere neue Kirchen erhielt. Die bedeutendste unter ihnen war die Kathedrale des Heiligen Charalambos am Markt von Mariupol, in der Ignatius im Jahr 1786 auch bestattet wurde. Sie entstand in nur zwei Jahren Bauzeit und wurde 1782 fertiggestellt. Sie wurde der schnell wachsenden Gemeinde bald zu klein und im zweiten Viertel des 19. Jahrhunderts entstand neben dieser Kathedrale eine neue Kathedrale des heiligen Charalambos, so dass man die alte Kirche zunächst aufgab und sie dem Verfall preisgab. Das Inventar samt der Ikonen wurde zu großen Teilen in die neue Kathedrale überführt. Es wird angenommen, dass die alte Kathedrale auf den Fundamenten ihrer Vorgängerkirche, der St.-Nikolaus-Kirche der Saporoger Kosaken, erbaut wurde, denn in dieser fanden die ersten Gottesdienste der griechischen Gemeinde statt, und in der neuen Kirche erhielt Nikolaus aufgrund der Beliebtheit bei der Gemeinde erneut eine zentrale Rolle, indem ihm die linke Seite geweiht wurde.
Auf dem Grab von Ignatius verlieb noch bis 1868 die Georgs-Ikone. Dann brachte man auch sie in die neue Kathedrale und ersetzte sie in der alten Kathedrale mit einer Inschrifttafel, die an die Leistung von Ignatius erinnerte: „Hier ruht der wohlerinnerte Heilige Ignatius, der 24. Metropolit von Gothfey und Kefay, Wächter des Patriarchats von Konstantinopel auf der Krim. Er führte die Griechen von dort im Jahr 1777 und siedelte sie im Distrikt Mariupol an. Dort bat er um eine privilegierte Urkunde für sie, starb am 16. Februar 1786 und ist bis heute erhalten.“ Im selben Jahr 1868 sanierte man den Vorgängerbau und widmete ihn zur Katharinenkirche (Katharina von Alexandrien) um. Sie wurde auch „griechische Kirche“ genannt, da die Liturgie an Feiertagen noch lange auf Griechisch abgehalten wurde. Die Kirche war der Kathedrale unterstellt.
Die Sowjetunion schloss die Kirche nach dem Russischen Bürgerkrieg und stufte sie in den 1930er Jahren als unauffälliges Gebäude ein, so dass sie schließlich – wie alle Kirchen der Stadt – abgerissen wurde.